# Museu de História Natural de Utah

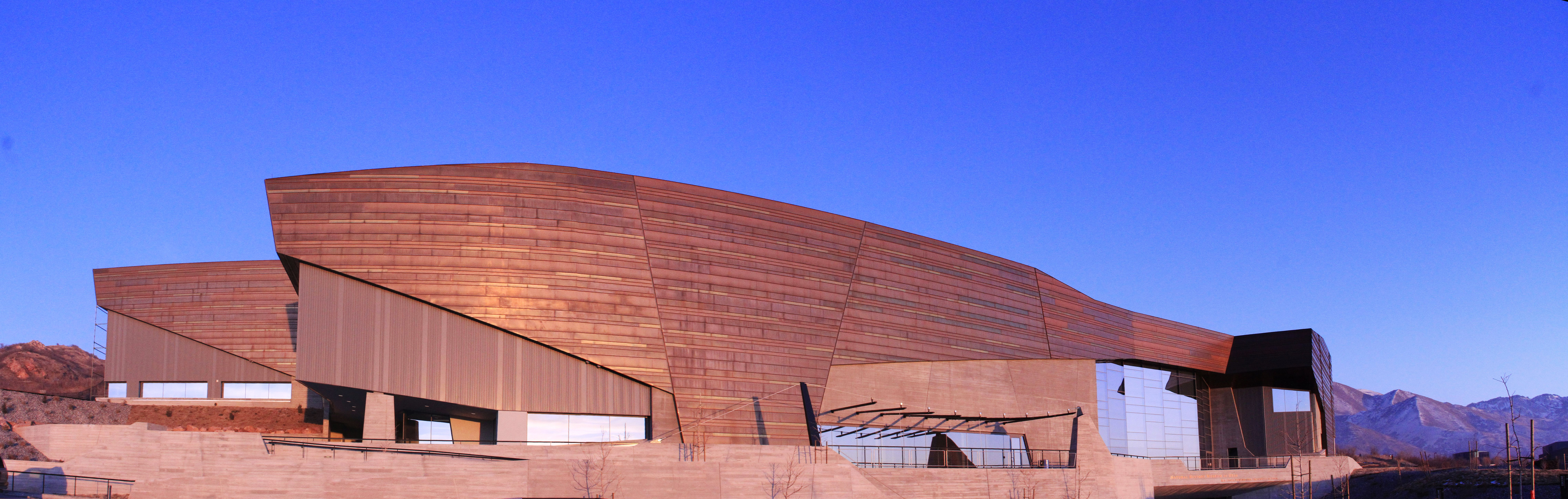
Foto da fachada Museu de História Natural de Utah Estados Unidos

O Museu de História Natural de Utah (em inglês: Utah Museum of Natural History) é um museu localizado no campus da Universidade de Utah, em Salt Lake City, Utah, Estados Unidos. O museu apresenta exposições de temas de história natural, especificamente sobre a História Natural de Utah. A missão do museu é abordar temas relativos ao mundo natural e a posição e obrigação dos seres humanos como pessoas naturais.
O museu foi criado no campus da Universidade de Utah em 1963 pela Assembléia Legislativa do Estado de Utah. Foi inaugurado em 1969 na antiga Biblioteca George Thomas e incluía espécimes do Museu Deseret, bem como do Museu Charles Nettleton Strevell que se localizava na antiga Escola Lafayette, na South Temple street, de 1939 até 1947.

## Acervo e pesquisa
O Museu de História Natural de Utah tem mais de 1,2 milhão de objetos em seu acervo, que são utilizados para pesquisa e educação. As colecções do Museu enfatizam a história natural de Utah, e são acessíveis aos pesquisadores de todo o mundo. A maioria das coleções é de terras públicas no âmbito da região intermontanhosa dos Estados Unidos.
As coleções são utilizadas em estudos sobre a diversidade geológica, biológica e cultural, e a história de sistemas de vida e culturas humanas na região de Utah. O principal objetivo do museu é o de aumentar o conteúdo de informação das coleções, proporcionando o maior acesso possível a estas informações.

## Programas educacionais
Os programas educacionais são organizadas pelo Departamento de Programas Escolares. O desenvolvimento de programas de ensino está intimamente ligado ao currículo básico da rede pública de ensino. Os programas educacionais do museu incluem:
- Tours escolares: Este programa inclui grupos auto-guiados que se deslocam pelas galerias;
- Academia de Ciências Junior: Uma série de workshops para alunos visitantes;
- Programas de Juventude: Depois das aulas da escola, aos sábados e no verão, principalmente para crianças, abrangendo vários aspectos da história natural e ciências.